# Жад, Клод
Клод Жад (фр. Claude Jade; 8 октября 1948, Дижон, Франция — 1 декабря 2006, Булонь-Бийанкур, Франция) — французская актриса. Получила известность благодаря роли Кристины в кинофильмах Франсуа Трюффо: «Украденные поцелуи», «Семейный очаг» и «Ускользающая любовь». Сыграла в двух советских кинофильмах («Тегеран-43», «Ленин в Париже»).

## Биография
В возрасте пятнадцати лет она посещала Консерваторию драматических искусств в Дижоне (фр.). В 1966 году получила приз актёра. Переехала в Париж, где брала уроки актёрского мастерства у Жана-Лорана Коше. В 1967 году сыграла главную роль в телесериале «Редкие птицы». В театре она была обнаружена в исполнении постановки Саши Питоеффа «Генриха IV» Франсуа Трюффо. Её дебют в фильме Трюффо сразу сделал её всемирно известной. Ей достаётся ведущая роль студентки музыки Кристин Дарбон вместе с Жан-Пьером Лео в «Украденные поцелуи». У истории этой пары будет два продолжения. Она — мудрая, очаровательная и наивная девушка в «Украденных поцелуях» (1968), нежная и грустная в «Семейном очаге» (1970), независимая и полная решимости в «Ускользающей любви» (1979). По мере того как эпизоды сменяют друг друга, её персонаж изменяется, с волнующей точностью, в сторону большей серьёзности и горечи. Интересно следовать за его эволюцией в течение тех 10 лет, что длится эта трилогия. Эта хроника влюблённых, а затем и супружеской пары Антуана Дуанеля (Жан-Пьер Лео) и Кристины Дарбон (Клод Жад) уникальна в истории кино. Подобно тому, как Антуан — своего рода альтер эго Трюффо и Лео, на Кристину также влияют отношения между Трюффо и Жадом.
Известно, что Трюффо, которому Клод Жад обязана прозвищем «маленькой невесты французского кино», хотел сочетаться с ней браком и просил у её родителей руки их дочери. Однако в последний момент он передумал. Клод Жад сумела простить, и они остались друзьями на всю жизнь.
Помимо фильмов Трюффо, её самая знаменитая роль — это роль Манетт с Жаком Брелем в фильме «Мой дядя Бенжамен». Её роли во французском кино сформировались благодаря влиянию творчества Трюффо. В его фильмах героини мудры, нежны и сообразительны.
Например, юная Франсуаза, которая влюбляется в священника Робера Оссейна в фильме «Запрещённые священники» Дени де Ла Пательера, освобождённая студентка-медик Лаура в роли дочери Анни Жирардо и Жана Рошфора в «Огни Сретенья», которая влюбляется в учителя (роль исполняет Бернар Фрессон) и Доминик, овдовевшая мать школьника, которая влюбляется в заместителя учителя своего сына в фильме «Пешка».
Типичным из этих персонажей является их свидетель убийства Сесиль, молодая учительница, которая влюбляется в таинственного человека (Жерар Барре) и находится в опасности, в фильме «Свидетель.»
Клод Жад редко удаётся избежать этого образа: особенно в роли Элеоноры, которая по неосторожности разрушает дружбу между двумя мужчинами (Жан-Пьер Кассель, Джон Макинери) в фильме «Лодка на траве». Она также играет роль злобной убийцы Джули в «Злостное удовольствие». Клод Жад также сыграла роль заботливой и в то же время волевой сотрудницы, оказывающей помощь престарелым в социально-критической комедии «Дом, милый дом», получившей в 1973 году в Москве специальный приз наряду со множеством международных премий. Её двойная роль Анны и Джульетты в «Выборе» (1976) также захватывающая, есть две женщины с разными жизненными планами: реалистичная художница по костюмам Анна хочет счастья в отношениях и романтическая танцовщица Джульетта, которая хочет сделать карьеру в балете. Клод Жад сыграла также ещё одну двойную роль в фильме «Лиза и Лаура» в 1982 году. В 1943 г. Лиза была застенчивой женой молодого дворянина, в 1980 г. Лаура была эмансипированным редактором и постоянно меняла любовников.
Клод также много работает за границей: Альфред Хичкок даёт ей роль Мишель, дочери агента французской спецслужбы в американской кинокартине «Топаз». Она играет в бельгийских фильмах («Свидетель», «Дом, милый дом», «Выбор»), в итальянских фильмах («Девушка с Виа Кондотти», «Номер один», «Спираль тумана»).. Помимо этого, она снимается в Японии в роли монахини Марии-Терезы в «Мыс на севере» Кея Кумаи и в Германии в роли Эвелин в «Свидания в Париже». В начале 1980-х она три года жила в Москве со своим мужем, дипломатом Бернаром Косте и их сыном Пьером. Она также получает роли в советском кинематографе: в 1980 году она сыграла террористку Франсуазу, завоевавшую доверие бывшего киллера Макса (Армен Джигарханян), в фильме в «Тегеран-43». В «Ленин в Париже» Сергея Юткевича она играет роль революционерки Инессы Арманд.
Она также много снималась на телевидении. На телевидении ей снова удалось превзойти ожидания. Здесь были также двойные роли. Помимо прочего, она играет серийного убийцу с невинной внешностью в сериале «Малавентура». Имела успех в сериале «Остров тринадцати гробов». В этой смеси загадок и приключений её отважная героиня Вероник сталкивается с жутким проклятием и дьявольской интригой. Она также олицетворяла исторические личности: рядом с Инессой Арманд были Луиза де Лавальер в «Затерянном замке» и Люсиль Демулен в фильме «Страсть Камиллы и Люсиль Демулен».
Клод Жад также является приглашённой звездой в телесериалах, например, в 1981 году в роли «Подруга из детства» в картине «Комиссар Мулен», роль Моник в эпизоде "Окно" американского сериала «Автостопщик» и в 1995 году в роли убийцы Эстель Тулуза в «Румерсе» и в сериале «Жюли Леско».
Её главная роль в роли Анны Шантрей в ежедневной газете «Cap des Pins» (1998—2000) также пользуется успехом. Её муж в этом сериале играет Поля Баржа, который уже был её партнёром в «Возвращение Монте-Кристо» (1968) и «Мандрагола» (1972).
Продолжая сохранять активность в 1990-х, Клод была участницей семейной комедии Честь ролл с Гийомом де Тонкедеком, сыграла застенчивую лесбиянку Каролину Винберг в комедии Жана-Пьера Моки Здравствуй  и в 1998 году в лице жены губернатора заявила о себе в исторической драме Ираджа Азими Плот Медузы.
Будучи членом лионской театральной компании Жана Мейера, Жад немало времени уделяла театральной сцене, исполнив несколько заметных ролей, и последний раз сыграла в пьесе Cелимен и кардинал в Париже и на фестивалях в 2006 году.
Она внесла большой вклад во французскую культуру, и в 1998 году стала кавалером Ордена Почётного легиона. В 2000 году получила «Премию новой волны» на международном кинофестивале.
Клод Жад умерла от рака глаз, который распространился на её печень, 1 декабря 2006 года, оставив мужа, французского дипломата Бернара Косте, за которого вышла замуж в 1972 году, и сына Пьера.

Франсуа Трюффо и Клод Жад на премьере своего третьего совместного фильма «Сбежавшая любовь», 1979

## Фильмография
- 1965 - Преступление на рю де Шантильи / Le crime de la rue de Chantilly (ТВ) (реж. Ги Жорре) - Лили
- 1967 - Прюнелл / Prunelle (Серия) (реж. Эдмонд Тиборовски) - Роза
- 1967 - Полиция Алло - Возвращение отправителю / All0 Police - Retour à l'envoyeur (ТВ) (реж. Даниэль Леконт) - Лилиан Фрессолес
- 1967 - Редкие птицы / Les soiseaux rares(Серия) (реж. Жан Девевер) - Сильви Массонно
- 1968 - Украденные поцелуи / Baisers volés (Режиссёр: Франсуа Трюффо) — Кристин Дарбон
- 1968 - Возвращение Монте-Кристо / Sous le signe de Monte Cristo (Режиссёр: Андре Юнэбель) — Линда
- 1969 - Топаз / Topaz (Режиссёр: Альфред Хичкок) — Мишель Пикар
- 1969 - Свидетель / Le témoin (Режиссёр: Анн Вальтер) — Сесиль
- 1969 - Мой дядя Бенжамен / Mon oncle Benjamin (Режиссёр: Эдуар Молинаро) — Манетта
- 1969 - Сон в летнюю ночь / Le songe d'une nuit d'été (Режиссёр: Жан-Кристоф Эверти) - Елена
- 1970- Морегар / Mauregard (ТВ) - реж. Клод де Живре - Франсуаза
- 1970 - Семейный очаг / Domicile conjugal (Режиссёр: Франсуа Трюффо) — Кристин Дуанель
- 1971 - Лодка на траве / Le bateau sur l’herbe (Режиссёр: Жерар Браш) — Элеонора
- 1971 - Шехеразада / Sheherazade(ТВ) (реж. Пьер Бадель) Шехеразада
- 1972 - Мандрагола / La Mandragore (ТВ) (реж. Филип Арналь) Лукреция
- 1972 - Огни Сретенья / Les Feux de la Chandeleur (Режиссёр: Серж Корбер) — Лаура Бурсо
- 1972 - Затерянный замок / Le chateau perdu(ТВ) (реж. Франсуа Шатель) - Луиза де Лавальер
- 1973 - Дом, милый дом / Home sweet Home (Режиссёр: Бенуа Лами) - Клэр
- 1973 - Девушка с улицы Кондотти / La ragazza di via Condotti (Режиссёр: Герман Лоренте) - Тиффани
- 1973 - Номер один / Number one (реж. Джанни Буффарди) - Сильви Буассе
- 1973 - Запрещённые священники / Prêtres interdis (Режиссёр: Дени де Ла Пательер) — Франсуаза Бернардо
- 1974 - Малавентура - Мистер один /Malaventure - Monsieur seul (ТВ) (реж. Жозеф Дрималь) - Элен Летайлер
- 1975 - Выбор / Le Choix (Режиссёр: Жак Фабер) - Анн / Жюльет
- 1975 - Злостное удовольствие / Жестокое удовольствие / Le malin plaisir - (Режиссёр: Бернар Тубланк-Мишель)Жюли
- 1975 - Слишком – это слишком / Trop c'est trop (Режиссёр: Дидье Каминка) - Патриция
- 1975 - Мами Роуз/ Ma mie Rose(реж. Пьер Гутас) - Агата Лапьер
- 1976 - Мыс на севере / Kita no misaki (Режиссёр: Кеи Кумаи) - Мари Терез
- 1976 - Колокола Бисетра / Les Anneaux de Bicêtre (ТВ) (реж. Луи Гроспьер) - Бланш
- 1976 - Коллекционер мозгов / Le Collectionneur des cerveaux (Режиссёр: Мишель Субиела) - Пенни Вандервуд
- 1977 - Спираль тумана / Una spirale di nebbia (Режиссёр: Эрипрандо Висконти) — Мария Тереза Сангермано-Теста
- 1978 - Пешка / Le Pion (Режиссёр: Кристиан Жион) — Доминика
- 1978 - Страсть Камиллы и Люсиль Демулен (ТВ) (реж. Жан-Поль Каррер)  Люсиль Демулен
- 1979 - Ускользающая любовь / L’amour en fuite (Режиссёр: Франсуа Трюффо) — Кристин Дуанель
- 1979 - Сумасшедший Франсуа / Fou comme François (Режиссёр: Жерар Чучан) - Люс
- 1979 - Остров тринадцати гробов / L’île aux trente cercueils (реж. Марсель Кравенн) - Вероника
- 1980 - Тегеран-43 / Teheran 43 (Режиссёр: A.Алов, B.Наумов) — Франсуаза
- 1980 - Волчья пещера / La grotte aux loups (реж. Бернар Тублан-Мишель) - Соланж Лами
- 1981 - Ленин в Париже / Lenin in Paris (Режиссёр: Сергей Юткевич) — Инесса Арманд
- 1981 - Комиссар Мулен - Друг детства / Commissaire Moulin - L'amie d'enfance (TB)(реж. Жан Керчброн)  Изабель Менсье
- 1981 - Играть ва-банк / Le bahut va craquer (Режиссёр: Мишель Нерваль) - Мадемуазель Ферран
- 1982 - Лиз и Лаура / Lise et Laura (Режиссёр: Анри Хельман) - Лиза / Лаура
- 1982 - Свидания в Париже / Rendezvous in Paris (Режиссёр: Габи Кубач) - Эвелин Дросте
- 1982 - Честь капитана / Honneur d’un capitaine (Режиссёр: Пьер Шёндёрфер) - Мэтр Валуэн
- 1984 - Маленькая девочка в подсолнухах / Une petite fille dans les tournesols (Режиссёр: Бернар Ферие) — Марель
- 1984 - Желание летать / Voglia di volare (Режиссёр: Пьер Джузеппе Мурджа)- Барбара
- 1987 - Человек не был там / L’homme qui n'était pas là (Режиссёр: Рене Фере) - Алиса
- 1988 - Большой секрет / Le grand secret (реж. Жак Требута) - Сьюзан Френд
- 1990 - Автостопщик (серия "Окна") — Моник
- 1991 - Вечность перед тобой / L'èternité devant soi(ТВ); реж. (Стефан Бертен) - Жанна
- 1991 - Счастье других / Le bonheur des autres (ТВ); (реж. Чарльз Битч) - Аньес Жаламе
- 1992 - Почётное табло / Tableau d’honneur (Режиссёр: Шарль Немес) — Габриэль Мартин
- 1993 - Голова в воздухе (Серия); (реж. Марлен Бертен) - Сильви Гайо
- 1994 - Евгения Гранде / Eugénie Grandet (реж. Жан-Даниэль Верэг) - Люсьен де Грассен
- 1994 - Бонсуар (Здравствуй) / Bonsoir (режиссёр: Жан-Пьер Моки) — Каролина Винберг
- 1995 - Бесследно исчезнувший / Porté disparu (Режиссёр: Жак Ришар) - Хелен
- 1995 - Жюли Леско - Рюмер / Julie Lescaut - Rumeurs (ТВ) (реж. Марион Сарро) - Эстель Тулуза
- 1997 - Инспектор Моретти - Ребёнок на солнце (ТВ)  (Реаль. Жиль Беха) - Мадам Марки
- 1997 - Женщина чести - Утраченные воспоминания ((ТВ)) (Реал. Мишель Отвиль) - Мадлен Тробер
- 1998 - Плот Медузы / Le radeau de la Méduse (Режиссёр: Ирадж Азими) - Рейн Шмальц
- 1998-2000 Cap des Pins - (сериал) - Анна Шантрёй
- 2000 - Без семьи / Sans famille (Реж.: Жан-Даниэль Вераж) — Тереса
- 2000 - Наркотики / Scénarios sur la drogue
- 2004 - Сан-Ремо / À San Remo (реж. Жюльен Донада) — Мишель
- 2004 - Преступление (сериал): Тайна / La Crim': Le secret - Арманда де Монкурте
- 2005 - Groupe flag (сериал) — Правда или ложь / Vrai ou faux - Эмма Назарова
- 2006 - Селимена и кардинал / Célimène et le cardinal — Селимена